# Historiografía helenística
Durante el periodo helenístico fue de gran interés la Historia como ciencia y como género literario. Los eruditos historiadores se preocuparon por narrar los sucesos tanto de Grecia como de Oriente y Occidente; incluso los sucesos de la conquista romana fueron temas de su interés. Como género se fue convirtiendo poco a poco en una ciencia más que en obra literaria, en documentos históricos inapreciables a pesar de haber incluso recibido en su época y en las siguientes críticas feroces sobre el estilo literario.

## Los historiadores
- Jerónimo de Cardia. Fue soldado e historiador; luchó en la batalla de Ipso. Fue un hombre longevo que vivió 104 años y que conoció muy de cerca los hechos y hazañas de Alejandro Magno. Tras la muerte de éste escribió La historia de los diádocos y De los epígonos (o sucesores) de los que se conservan unos fragmentos del original, pero del que hizo un buen compendio Diodoro Sículo otro historiador griego del siglo I a. C. Son narraciones muy interesantes para comprender los acontecimientos de los 50 años después de la muerte de Alejandro Magno. Fueron criticados estos libros en su época por estar escritos con poca armonía desde el punto de vista literario.

- Duris de Samos. Escribió Historia de Grecia e Historia de Macedonia desde el 370 a. C. al 280 a. C. La obra está elaborada con inteligencia y sentido común, cargada de anécdotas mordaces y sin ningún estilo literario.

- Filarco retomó la historia de Duris de Samos desde el 280 a. C. al 220 a. C. Su obra fue muy criticada por Polibio que le acusa de describir demasiadas escenas patéticas y pintorescas.

- Timeo de Tauromenio escribió una historia de Sicilia y una historia de Pirro de Epiro. Fue un buen erudito que supo documentarse con obras originales y empleó un espíritu crítico poco común entre los historiadores de esta época. Trató de ser riguroso con la cronología y supo reducir a un mismo grupo las fechas dispares de los calendarios de Atenas, Esparta, Argos, Olimpia y otras ciudades griegas. Fue el primer historiador que dedicó una atención especial a los hechos de Roma.

- Polibio. Fue un historiador griego que vivió en Roma durante 16 años retenido como rehén. Muchos de sus escritos se han perdido, como la biografía sobre el general griego Filopemen (cuyas cenizas se encargó de dar sepultura en el 180 a. C.), un libro sobre tácticas militares, otro sobre el asedio a Numancia y un tratado sobre la región del ecuador de la Tierra. Pero todos ellos se conocen a través de sus seguidores y de las citas en diversas obras conservadas de otros autores. Se conserva sin embargo buena parte de Historias que editó en 40 libros de los cuales los primeros 30 se publicaron hacia el 150 a. C.; comprende desde el 200 a. C. al 168 a. C., época de las mayores conquistas de Roma. Fue un historiador riguroso y pragmático en sus narraciones, sirviéndose de certezas reales y de testigos presenciales. Sus descripciones geográficas de los hechos son auténticas ya que se tomó la molestia de desplazarse a los lugares para comprenderlos mejor. Gracias a su buena relación con Escipión tuvo acceso en Roma a documentos oficiales que le sirvieron para el estudio de muchas de las acciones políticas de los romanos. El historiador romano Tito Livio recurrió a Polibio como fuente literaria para sus escritos.